# Фокея
Фокея (грец. Φώκαια) — давньогрецьке місто-держава на узбережжі Лідії. Була розташована на мисі, який відділяє Елаїтську та Герметську затоки, на північний схід від Смірни. На території античного міста зараз існує турецьке місто Фоча.

## Історія

### Заснування

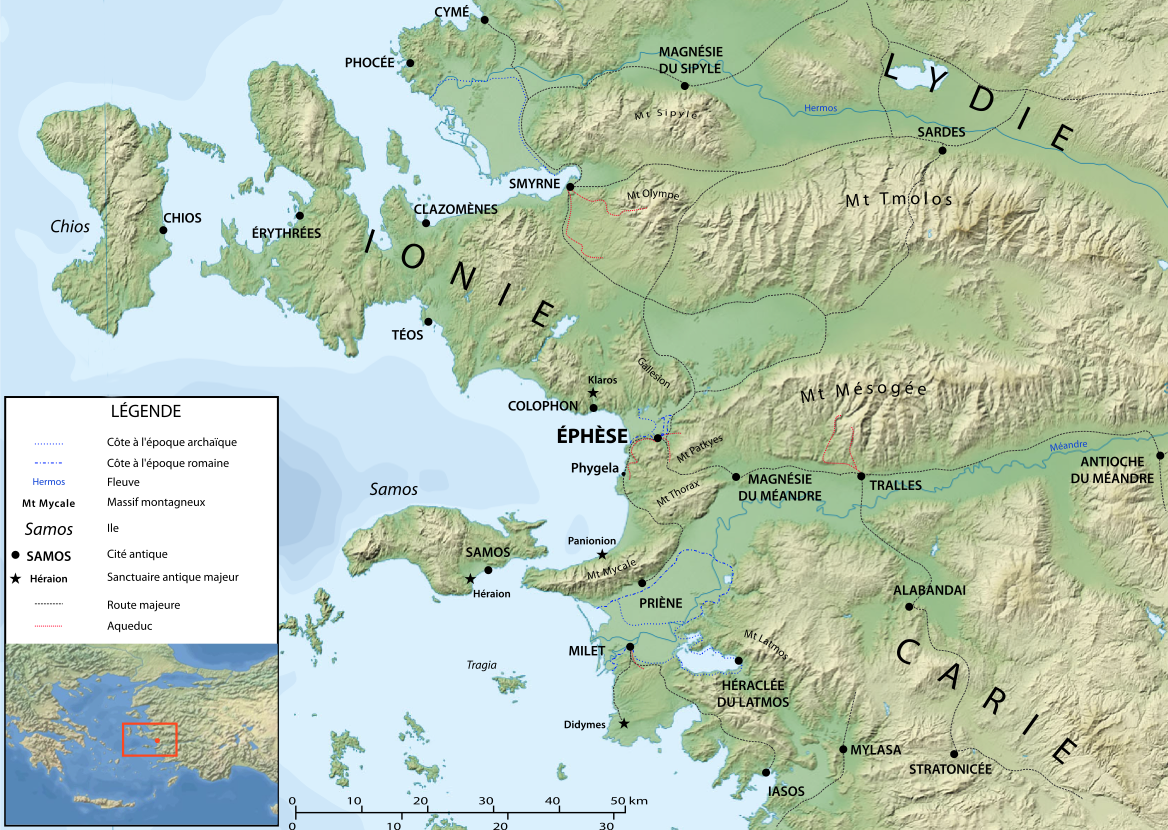
Фокея на мапі Іонії

Перші поселення на цьому місті були засновані еолійськими греками в XI столітті до нашої ери і спочатку входили до регіону Еоліда. Пізніше еолійців з Фокеї і сусідньої Смірни витіснили іонійські греки, переселення яких до цього регіону почалося в IX столітті до нашої ери.
Фокея була заснована біля 900 р. до н. е. переселенцями з материкової Греції (серед яких були і іонійці, і дорійці) на чолі з вихідцями з Аттики Дамоном і Філогеном. Шукаючи зручне місце для поселення, вони нібито увійшли у змову з братом царя Ким Оатісом, якому допомогли захопити владу у місті, а той на знак подяки допоміг емігрантам облаштуватися на новому місці. Посилаючись на походження своїх засновників, фокейці прагнули увійти до Іонійського союзу, проте там до них ставилися з підозрою, і погодилися лише після того, як царську владу у місті передали Кодридам — Деету, Періклу і Абарту, запрошеним із сусіднього Теоса Надалі фокейська громада складалася з чотирьох філ, назва однієї з яких взагалі мала негрецьке походження, що може свідчити про те, що до її складу булі включені вихідці з місцевого анатолійського населення.
Особливо шанованою у місті богинею була Афіна, чий храм був збудований на високій скелі на самому краю міського мису. Вшановували також Кібелу, точніше — якусь анатолійську богиню-мати, що в греків з нею асоціювалася.

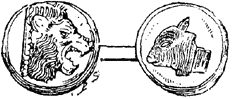
Фокейські монети з електрума

Про еволюцію внутрішнього устрою Фокеї інформації майже немає. Відомо лише, що царська влада була обмежена (або ж взагалі скасована) дуже рано. Першою особою у місті був притан, що обирався терміном на один рік. Першим, або одним з перших пританів був Аристарх[джерело?].
Фокея майже не мала земель, придатних для інтенсивного землеробства. Водночас вигідне розташування на перехресті шляхів сприяло бурхливому розвитку фокейської торгівлі, рибальства і мореплавства. У міста було дві гавані — Навстафм і Ламітер. Фокея першою з грецьких міст — приблизно з 700 р. до н. е. почала карбувати власну монету з електрума із зображенням тюленя.

### Фокейська талассократія

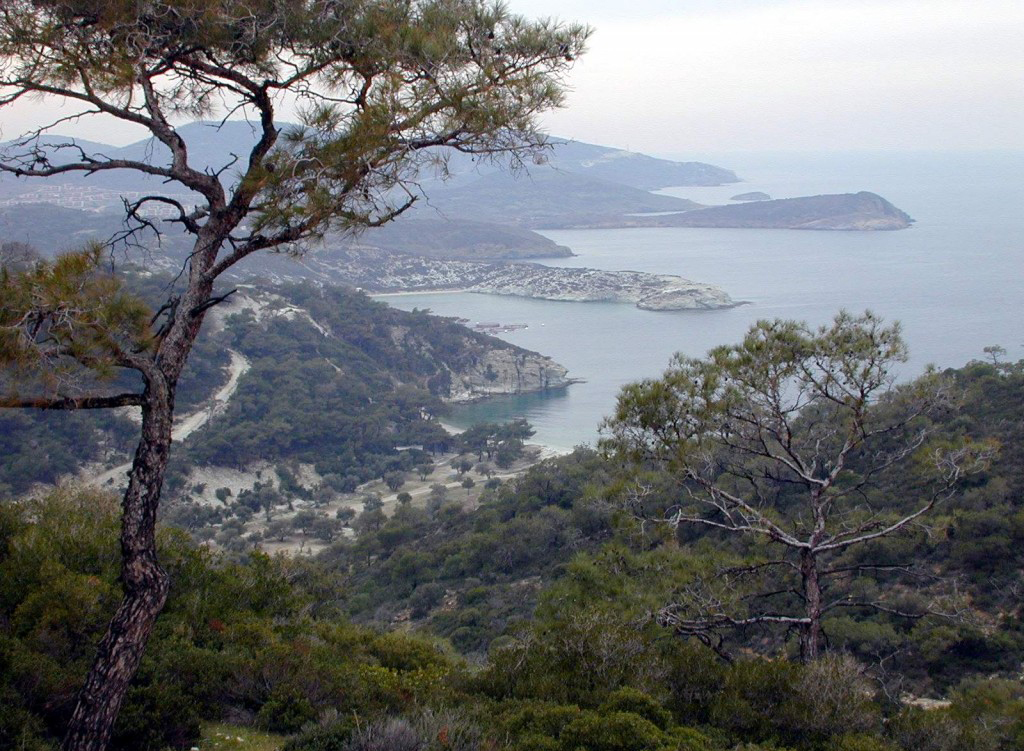
Егейське море біля Фокеї

Згідно з Геродотом, фокейці були першими греками, які здійснили далекі морські подорожі. Фокейці покладалися на складний тип стародавнього корабля Пентіконтор, який дозволяв їм здійснювати особливо тривалі подорожі. Вони досліджували узбережжя Адріатичного і Тірренського морів і досягли узбережжя Іспанії. Геродот згадує, що цар місцевого племені тартессів, Аргантоній, полюбив фокейців і запропонував їм залишити Іонію та переселитися туди. Вони відмовилися. Проте, коли йому повідомили, що могутність мідійців зростає, він допоміг профінансувати підсилення укріплення Фокеї
Власні колонії фокейці почали створювати пізніше за сусідів, але доволі активно, встановивши, врешті-решт, власну «талассократію», тобто «морську імперію». В середині VII ст. до н. е. на запрошення ватажка бебриків, що мешкали біля Геллеспонту, фокейці збудували Пітіусу, пізніше перейменовану на Лампсак. Згодом у цьому ж регіоні були створені і власне лампсакські колонії — Колони, Пайсос, Абарна і Калліполь. У 554 р. до н. е. фокейцями був заснований Аміс на південному узбережжі Чорного моря.

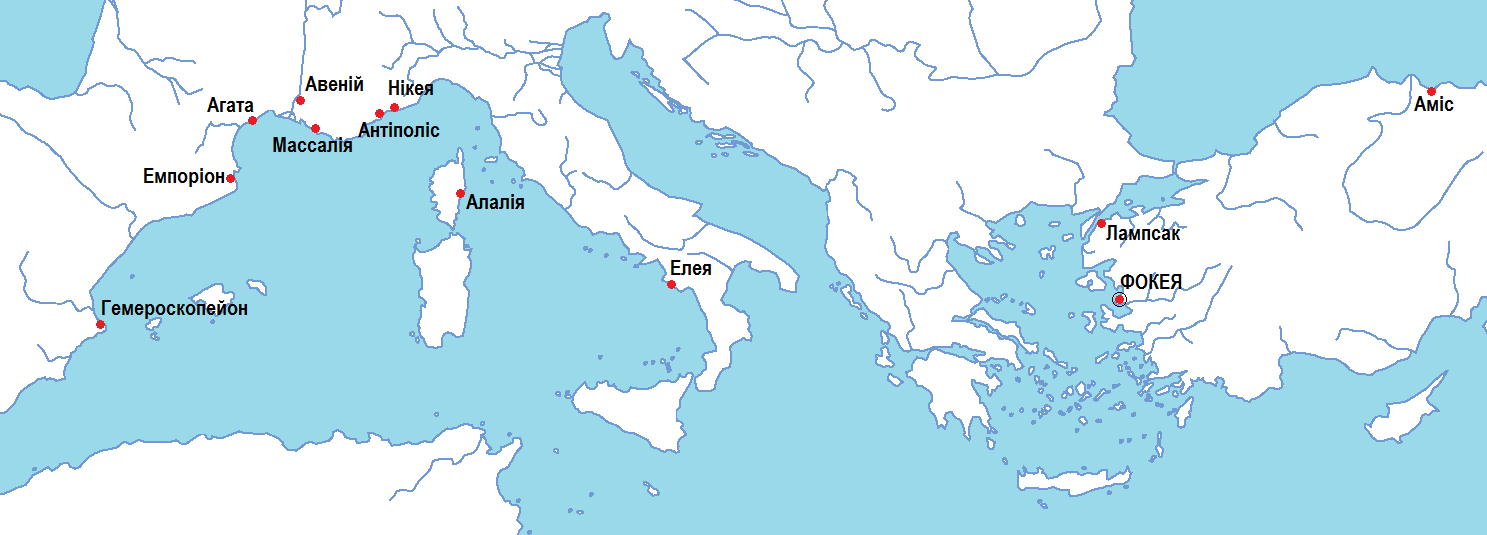
Колонії фокейців

Проте головним напрямком фокейської колонізації став захід Середземного моря, що був перетворений на зону їнього виключного впливу. У 598 р. до н. е. вони заснували Массалію (сучасний Марсель) на узбережжі Галлії. Угода з місцевим ватажком була скріплена шлюбом його доньки з ойкістом колонії Протісом. Майже одночасно — на самому початку VI ст.. до н. е. на іберійському узбережжі був заснований Емпоріон. Біля 565 р. до н. е. була заснована Алалія на Корсиці. Згодом до цих трьох «базових» колоній додалися Рода, Менака, Нікея (сучасна Ніцца), Гераклея, а також факторії з непостійним населенням — Лебедонтія, Майнобора, Калліполь.
Все це призвело до збройного конфлікту з мешканцями Карфагена, проте у кількох битвах фокейці здобули над ними перемогу. З володарями Тартесса, навпаки, були налагоджені міцні дружні стосунки, які незабаром стали Фокеї в пригоді. Коли лідійський цар Гігес розпочав проти анатолійських греків війну, захопив Колофон і взяв в облогу Смірну, тартесський володар Аргантоній запропонував фокейцям всім містом переселитися на захід, а потім надав гроші, за допомогою яких вони звели нові оборонні мури, що до часів Геродота вражали своїми розмірами (5 км в діаметрі) і досконалістю.

### Під владою і поза владою Персії

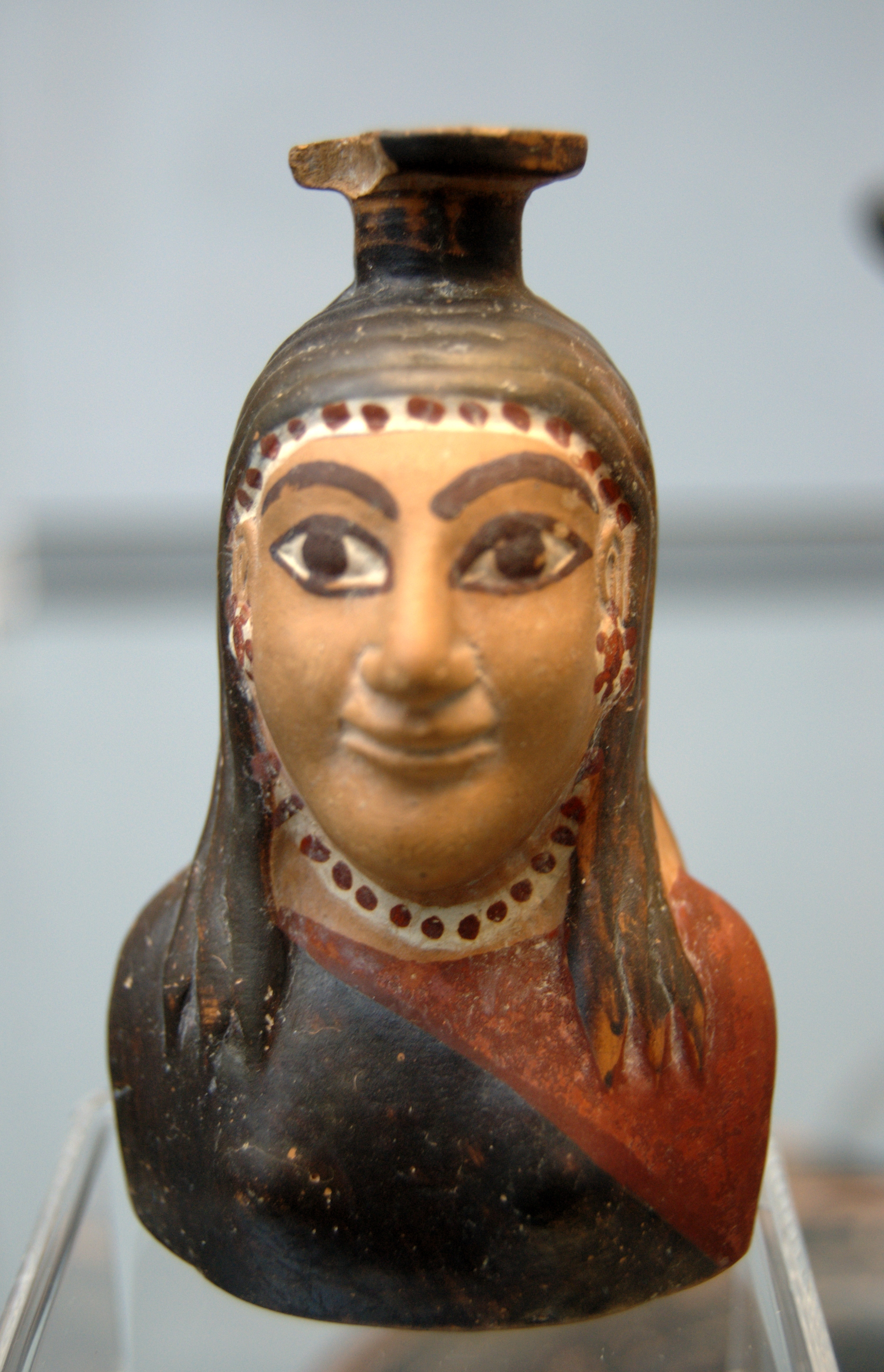
Фігурний арибал з Іонії, 570 р. до н. е., Державне античне зібрання, Мюнхен

Щоправда, проти персів навіть ці мури були безсилими. Коли перський воєначальник Гарпаг підступив у 546 р. до н. е. до Фокеї, він настільки був впевнений в перемозі, що пообіцяв не руйнувати місто, якщо мешканці самі зруйнують одну з веж на знак визнання влади Ахеменідів. Фокейці, порадившись, вирішили не підкорятися і просто залишити місто. Щоправда, за море наважились вирушити не всі, дехто, попри урочисті клятви, повернувся.
Інші змушені були шукати собі притулок. Сусідній Хіос відмовився продати їм острів Інуса. Довелося плисти до власної колонії Алалії. Але на новому місті вони лише спровокували об'єднання проти себе етрусків і карфагенян. У морський битві фокейці втратили майже весь флот, і Корсику довелося залишити. Певний час вони жили в Регії, а потім вирушили до Енотрії, де їм вдалося відвоювати в місцевих мешканців місце для своєї нової колонії Елея (535 р. до н. е.).
Тим часом фокейці, що повернулися на батьківщину, з дозволу персів знову заселили місто, яке залишилося майже недоторканим. Фокея навіть зберегла самоврядування. За наполяганням персів, щоправда, в місті була встановлена тиранія. Тираном став спочатку Екзекест, а після його загибелі від рук вбивці — Лаодамант.
Водночас це не завадило фокейцям приєднатися до Іонійського повстання. До спільного флоту, щоправда, вони надіслали лише три кораблі. Проте саме фокеєць Діонісій був призначений командувачем об'єднаних сил. Він намагався підняти боєздатність флоту, хоча часу було замало. У загалом нещасливій для іонійців битві біля Ладе (494 р. до н. е.), Діонісій, однак зробив майже неможливе — не втративши жодного фокейського корабля він полонив три перських. Та й після поразки не втратив ініціативи — здійснив приголомшливий рейд до Фінікії, а потім вирушив на захід — воювати проти карфагенян і етрусків.

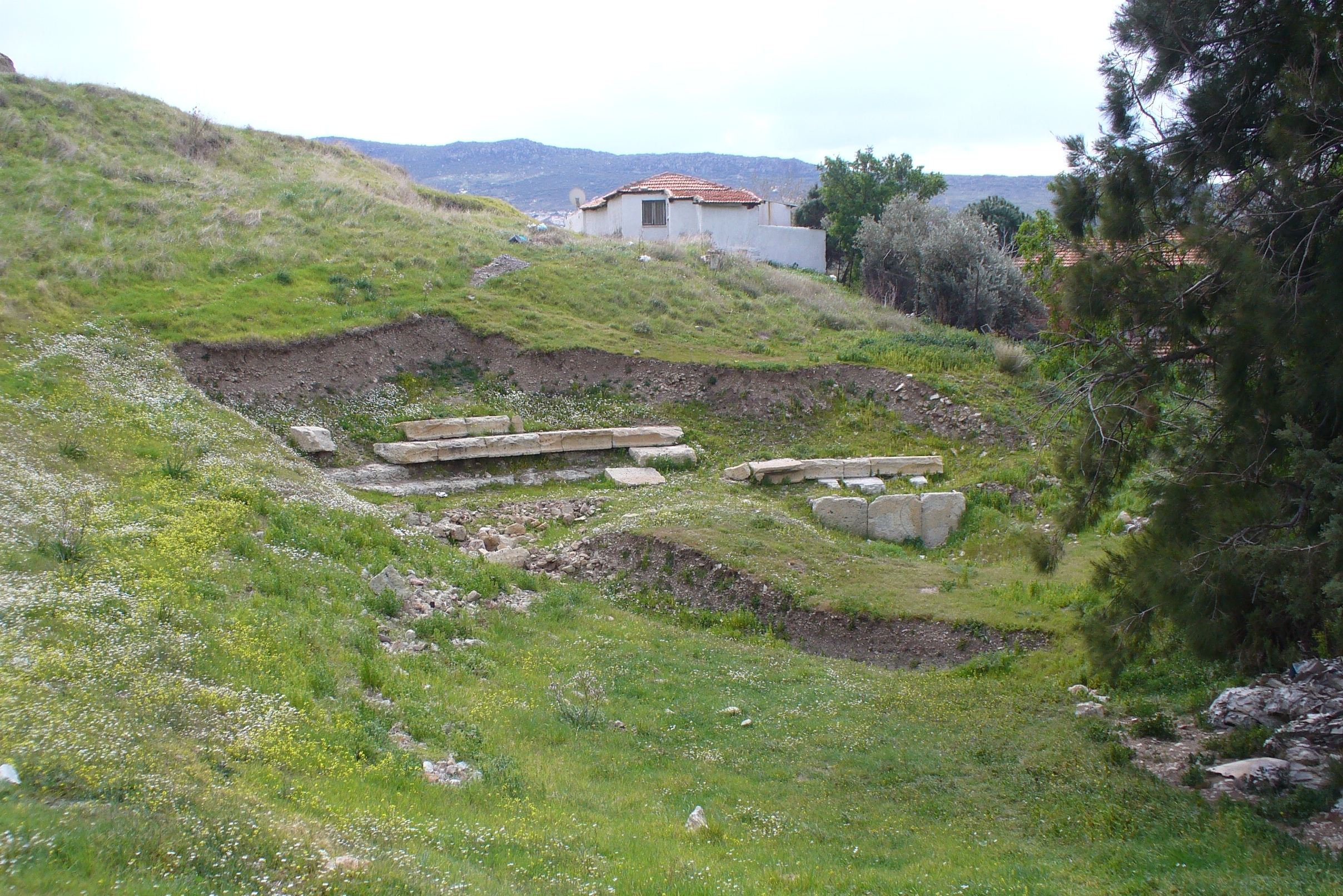
Руїни театру у Фокеї

Сама Фокея цього разу персами була зруйнована, а більшість мешканців була перетворена на рабів. Серед полонених був и відомий скульптор Телефан, який надалі працював для Дарія і Ксеркса.
Від персів територія Фокеї була звільнена у 479 р. до н. е., і за допомогою усієї Греції місто було відбудоване. Фокея увійшла до Делоського союзу і сплачувала до союзницької скарбниці по два таланта — з огляду на те, що була тепер не надто великим поселенням. Водночас, на відміну від інших афінських союзників, фокейці зберегли право карбувати власну монету. Гегемонія Афін, щоправда, все одно була обтяжливою, і у 412 до н. е. Фокея повстала. Приборкати невдоволених афіняни намагалися кілька років, але без успіху. Натомість спартанцям, що за часів Коринфської війни теж брали місто в облогу, пощастило більше. Завдяки хитрощам, цар Агесилай несподіваним нападом захопив Фокею.
За Анталкідовим миром (367 р. до н. е.) місто взагалі повернули персам. Щоправда, тепер фокейці мали певну автономію і навіть воювали з іншими грецькими містами — так, у 343 р. до н. е. їхнє військо на чолі з Фалейком намагалися захопити Кідонію, що на Криті, хоча й невдало

### Від Александра Великого до візантійських імператорів
Після перемоги Александра Македонського на річці Гранік, Фокея відкрила ворота його полководцю Алкимаху). Внаслідок боротьби між діадохами місто, разом із усією Іонією, дісталося Селевкідам. У 218 р. до н. е. Фокею захопив пергамський цар Аттал I, але Антіох III повернув її під свою владу. Щоправда, коли розпочалася його війна з Римом фокейці прямо заявили, що зберігатимуть нейтралітет і визнають владу царя вже після перемоги. Римляни зайняли місто без бою і використовували його як базу для морських операцій. Проте сину Антіоха Селевку досить швидко вдалося відновити контроль над містом — за змовою з ним у 190 р до н. е. захисники просто залишили відкритою міську браму. Утім, невдовзі сирійці змушені були залишити егейське узбережжя, а переможці-римляни віддали владу над Фокеєю та іншими сусідніми містами Пергаму.
Разом з усім Пергамським царством у 133 р. до н. е. місто опинилося під римською владою. Проте наступного року лише фокейці підтримали антиримське повстання Аристоніка. Після поразки заколотників від руйнування Фокею врятувало лише заступництво за свою метрополію массилійців, до думки яких в Римі прислухалися.
Сулла, розподіляючи провінцію Азія на округи, підпорядкував Фокею Смірні. Гней Помпей дарував фокейцям свободу, проте великого значення це вже не мало. Фокея перетворилася на заштатне провінційне містечко, що за пізньої Римської імперії могло похвалитися хіба що статусом центра діоцеза — в межах провінції Лідія. За візантійської доби ситуація мало змінилася, Фокея навіть не розглядалася як важливий населений пункт, що заслуговує на статус хоча б незначного адміністративного центра.
Після поразки візантійців в Битві під Манцикертом в 1071 році, стрімке просування сельджуків вглиб імперської території несподівано перетворило Фокею на прикордоння. У 1090 році її захопив емір Смірни Чахан. Візантійці перейшли у контрнаступ, завдали Чахану поразки і сам він загинув при дворі іконійського султана. Але остаточно під владу візантійців Фокея повернулася лише у 1098 році, під час першого хрестового походу. Візантійці утримували місто навіть після захоплення Константинополя хрестоносцями у 1204 р.

### Генуезька колонія
Після відновлення Візантійської імперії Михаїлом VIII Палеологом, який уклав з Генуезькою республікою в 1261 році сприятливий для неї Німфейський договір, Фокеєю, точніше близькими до неї покладами галунів, зацікавилися генуезці. У 1275 р. імператор Михаїл VIII віддав право на розробку покладів Мануеле Дзаккарія. Той не лише заробив на видобутку величезні статки, але й перетворив Фокею на вотчину своєї родини, де фактично не діяли візантійські закони і після його смерті сеньйором Фокеї став його брат Бенедетто I Дзаккарія. Під час венеційсько-генуезької війни Курцоли у 1296 р. Фокею захопили конкуренти генуезців — венеційці. Адмірал Морозіні спалив копальні Дзаккарія, але швидко полишив місто. Генуезці повернули собі ініціативу і за договором 1299 р. венеційці взяли на себе зобов'язання не нападати на володіння Генуї. В 1304 Бенедетто Дзаккарія захопив сусідній формально візантійський остров Хіос, на якому Дзаккарія створив окреме недовговічне володіння Хіоська сеньйорія (1304-1329), якою також керувала династія Дзаккарія. Італійці заснували поруч з Фокеєю ще одне місто — Нову Фокею, ближчу до покладів. Відповідно, саму Фокею сталу називати Старою Фокеєю. В 1329 році Імператор Андронік III спорядив великий флот, який примусив родину Дзаккарія повернути Фокею під владу Візантії.
Проте вже у 1336 р. спалахує новий заколот — очолюваний генуезьким лицарем Каттанео Фокейським. Його люди захоплюють в місті у заручники людей еміра саруханського, а сам він здобуває Лесбос. У відповідь візантійці взяли в облогу Мітилену на Лесбосі і Фокею і врешті решт досягли з заколотниками угоди. Каттанео залишився у Фокеї в статусі імператорського намісника, а фокейські торговці отримали права безмитної торгівлі на всій території імперії. Лише у 1340 р. Каттанео виганяють з міста самі фокейці.
У 1346 р. Стару і Нову Фокею захоплює приватна ескадра генуезця генуезького адмірала Сімоне Віньйозо, що представляв компанію пайщиків «Маона Хіоса і Фокеї», створену спеціально для експлуатації колоній. Константинополь вимагає повернути захоплене, компанія чинить опір, під час переговорів місцеві мешканці знову виганяють генуезців. Щоправда, візантійський намісник Калофет веде себе майже так само, як і іноземці. У 1358 його пірати захоплюють сина османського султана Орхана, і в обмін на його звільнення Калофет вимагає від імператора сто тисяч золотих і сан севастократора. Доводиться знову брати Фокею в облогу і… виконувати вимоги намісника. Щоправда, у тому ж році генуезці з компанії «Маона Хіоса і Фокеї» знову повертають собі Фокею разом з копальнями, і за договорами 1363 і 1367 рр. Константинополь визнає ці загарбання в обмін на символічну «орендну плату».

### Тамерлан і османи
У 1403 р. Фокею пограбував Тамерлан. «Маона Хіоса і Фокеї» відкупилася грошима і клятвами вірності. Тамерлан невдовзі помер, а місто потрапило під фактичний протекторат османів. У 1422 р. фокейські генуезці — майже як піддані — надсилають султану кораблі і солдатів. Поки існують залишки Візантійської імперії, османи погоджуються на існування генуезьких анклавів, проте з падінням Константинополя в 1453 році, потреба в цьому відпадає. У жовтні 1455 р. війська Мехмеда II займають Фокею, беруть в полон генуезьких торговців і власників копалень, обкладають місцеве населення податками, а сто найкрасивіших фокейських дівчат і парубків відправляють до столиці як подарунок султану.
Перебуваючи у складі Османської імперії, Фокея до XX ст. залишалася майже виключно грецьким містом. Проте 12 червня 1914 р. у Фокеї відбувся погром християнського населення. Участь в ньому брали башибузуки, біженці з Криту, нещодавно відокремленого від імперії, та робітники сусідніх копалень. Вони вбивали мирних мешканців, підпалювали їхні будинки, нищили майно. Греки у паніці залишали місто, намагаючись врятуватися на сусідньому Хіосі. Поліцейські і військові частини, введені до Фокеї під приводом наведення порядку, насправді долучилися до погрому, надавши руйнуванням систематичного характеру і водночас ховаючи найкричущі свідчення звірств.
Залишки грецького населення залишили Фокею після греко-турецької війни 1919—1922 років, становлення Турецької республіки та укладання угоди про обмін населенням між двома державами.

## Колонії Фокеї
| - Лампсак (Пітіуса) - Аміс - Массалія (Марсель) - Емпоріон - Рода - Алалія - Менака - Нікея (Ніцца) - Авеній (Авіньйон) - Егітна (Канни) | - Елея - Гераклея - Антіполіс - Агата - Колони - Пайсос - Абарна - Калліполь - Лебедонтія - Майнобора |